# Goupana
Goupana est une localité du département de Pabré, dans la province de Kadiogo (région Centre) au Burkina Faso. En 2006, cette localité comptait 1 827 habitants dont 56,4 % de femmes.

## Personnalités liées à la commune
Clément Pengdwendé Sawadogo, homme politique burkinabè, ancien ministre de l’Administration territoriale et de la Décentralisation et ancien ministre de la sécurité du Burkina et premier vice-président du Mouvement du Peuple pour le Progrès, y est né le 31 décembre 1960.